# Lista de campeãs do carnaval de Niterói - Grupo de acesso
Esta é uma lista sobre escolas de samba campeãs do Grupo de acesso do Carnaval de Niterói. No seu início era chamado de Academias, e não havia promoção e rebaixamento automático entre os grupos. Entre 1995 a 2010, não houve desfile de escolas de samba em Niteroi. Com a volta do Carnaval na década de 2000, apenas em 2011 voltou a existir um segundo grupo.

## Campeãs
| 1960                                                                         | Acadêmicos do Cubango           | Homenagem ao Rei Momo                                                                                                | [ 1 ] [ 2 ] [ 3 ]    |
| 1961                                                                         | Acadêmicos do Cubango           | Libertação dos escravos                                                                                              | [ 4 ] [ 2 ] [ 3 ]    |
| 1962                                                                         | Acadêmicos do Cubango           | Carlos Gomes | [ 5 ] [ 2 ] [ 3 ]    |
| 1963                                                                         | Acadêmicos do Cubango           | Sonho das esmeraldas                                                                                                 | [ 3 ]                |
| 1964                                                                         | Acadêmicos da Carioca           | | [ 3 ]                |
| 1965                                                                         | Acadêmicos da Carioca           | | [ 3 ]                |
| 1966                                                                         | Acadêmicos da Carioca           | | [ 3 ]                |
| 1967                                                                         | Flor da Mocidade                | | [ 3 ]                |
| 1968                                                                         | Flor da Mocidade                | | [ 3 ]                |
| 1968                                                                         | Unidos de Santo Inácio          | | [ 3 ]                |
| 1969                                                                         | Unidos da Mem de Sá             | | [ 3 ]                |
| 1970                                                                         | Canarinhos da Engenhoca         | | [ 3 ]                |
| 1971                                                                         | Bafo do Bode                    | | [ 3 ]                |
| 1972                                                                         | Caçadores da Vila               | | [ 3 ]                |
| 1973                                                                         | Bafo do Bode                    | | [ 3 ]                |
| 1974                                                                         | Souza Soares                    | | [ 3 ]                |
| 1975                                                                         | Caçadores da Vila               | | [ 3 ]                |
| 1976                                                                         | Império de Niterói              | | [ 3 ]                |
| 1977                                                                         | Souza Soares                    | | [ 3 ]                |
| 1978                                                                         | Caçadores da Vila               | | [ 3 ]                |
| 1978                                                                         | Boêmios da Madama               | | [ 3 ]                |
| 1979                                                                         | Sabiá                           | | [ 3 ]                |
| 1980                                                                         | Unidos da Mem de Sá             | |                      |
| 1981                                                                         | Acadêmicos do Sossego           | | [ 6 ] [ 7 ]          |
| 1983                                                                         | Acadêmicos do Sossego           | | [ 6 ] [ 7 ]          |
| 1984                                                                         | Acadêmicos do Sossego           | | [ 6 ] [ 7 ]          |
| 1985                                                                         | Unidos do Gavião                | | [ 3 ]                |
| 1986                                                                         | Unidos de Santo Inácio          | | [ 3 ]                |
| 1986                                                                         | Bugres do Cubango               | | [ 3 ]                |
| 1988                                                                         | Combinado do Amor               | | [ 3 ]                |
| 1989                                                                         | Mocidade Independente de Icaraí | | [ 3 ]                |
| 1990                                                                         | Cacique das Palmeiras           | | [ 3 ]                |
| 1990                                                                         | Acadêmicos do Beltrão           | | [ 3 ]                |
| 1991                                                                         | Um Amor Para Todos              | | [ 3 ]                |
| 1992                                                                         | Sabiá                           | | [ 3 ]                |
| 1993                                                                         | Bafo do Tigre                   | | [ 3 ]                |
| 1993                                                                         | Um Amor Para Todos              | | [ 3 ]                |
| 1993                                                                         | Chega Mais                      | | [ 3 ]                |
| 1994                                                                         | Vai Quem Quer                   | | [ 3 ] [ 8 ]          |
| 1995                                                                         | Combinado do Amor               | | [ 9 ]                |
| Não ocorreu desfile de 1996 a 2005. Não houve grupo de acesso de 2006 a 2010 |                                 | |                      |
| 2011                                                                         | Cacique da São José             | Cacique no despertar para as águas                                                                                   | [ 10 ]               |
| 2012                                                                         | Paraíso da Bonfim               | Iluminado ao Sol do Novo Mundo                                                                                       | [ 11 ] [ 12 ] [ 13 ] |
| 2013                                                                         | Império de Araribóia            | Do agreste do nordeste a terra do samba e carnaval. 'Meu nome é favela...' Uma história de amor entre becos e vielas | [ 14 ] [ 15 ]        |
| 2014                                                                         | Alegria da Zona Norte           | Folclore Brasil: De Boca em Boca, de pai pra filho, a alegria da cultura popular                                     | [ 16 ] [ 17 ] [ 18 ] |
| 2015                                                                         | Souza Soares                    | Cris Alves: Rainha do meu Carnaval                                                                                   |                      |
| 2016                                                                         | Combinado do Amor               | Clara Nunes: A tal Mineira                                                                                           |                      |
| 2017                                                                         | Mocidade Independente de Icaraí | Segura Mocidade... Segura Moçada! É o João Gabriel que tá chegando na parada!                                        |                      |
| 2018                                                                         | Experimenta da Ilha             | Luiza, a matriarca do samba. Uma Rainha. Uma mãe                                                                     |                      |
| 2019                                                                         | Mocidade Independente de Icaraí | Minha Mocidade canta e se encanta com a guerreira Karla Barcellos                                                    |                      |
| 2020                                                                         | Sabiá                           | A vida imita a arte, Ganhar ou perder faz parte                                                                      |                      |

## Número de títulos por escola
| Escola                          | Títulos |
| ------------------------------- | ------- |
| Acadêmicos do Cubango           | 4       |
| Acadêmicos da Carioca           | 3       |
| Caçadores da Vila               | 3       |
| Combinado do Amor               | 3       |
| Mocidade Independente de Icaraí | 3       |
| Sabiá                           | 3       |
| Souza Soares                    | 3       |
| Acadêmicos do Sossego           | 2       |
| Bafo do Bode                    | 2       |
| Flor da Mocidade                | 2       |
| Um Amor Para Todos              | 2       |
| Unidos da Mem de Sá             | 2       |
| Unidos de Santo Inácio          | 2       |
| Acadêmicos do Beltrão           | 1       |
| Alegria da Zona Norte           | 1       |
| Bafo do Tigre                   | 1       |
| Boêmios da Madama               | 1       |
| Bugres do Cubango               | 1       |
| Cacique da São José             | 1       |
| Canarinhos da Engenhoca         | 1       |
| Cacique das Palmeiras           | 1       |
| Chega Mais                      | 1       |
| Experimenta da Ilha             | 1       |
| Garra de Ouro                   | 1       |
| Grupo dos Quinze                | 1       |
| Império de Araribóia            | 1       |
| Império de Niterói              | 1       |
| Paraíso da Bonfim               | 1       |
| Vai Quem Quer                   | 1       |
| União da Engenhoca              | 1       |
| Unidos do Gavião                | 1       |